# Grand Appartement du Roi

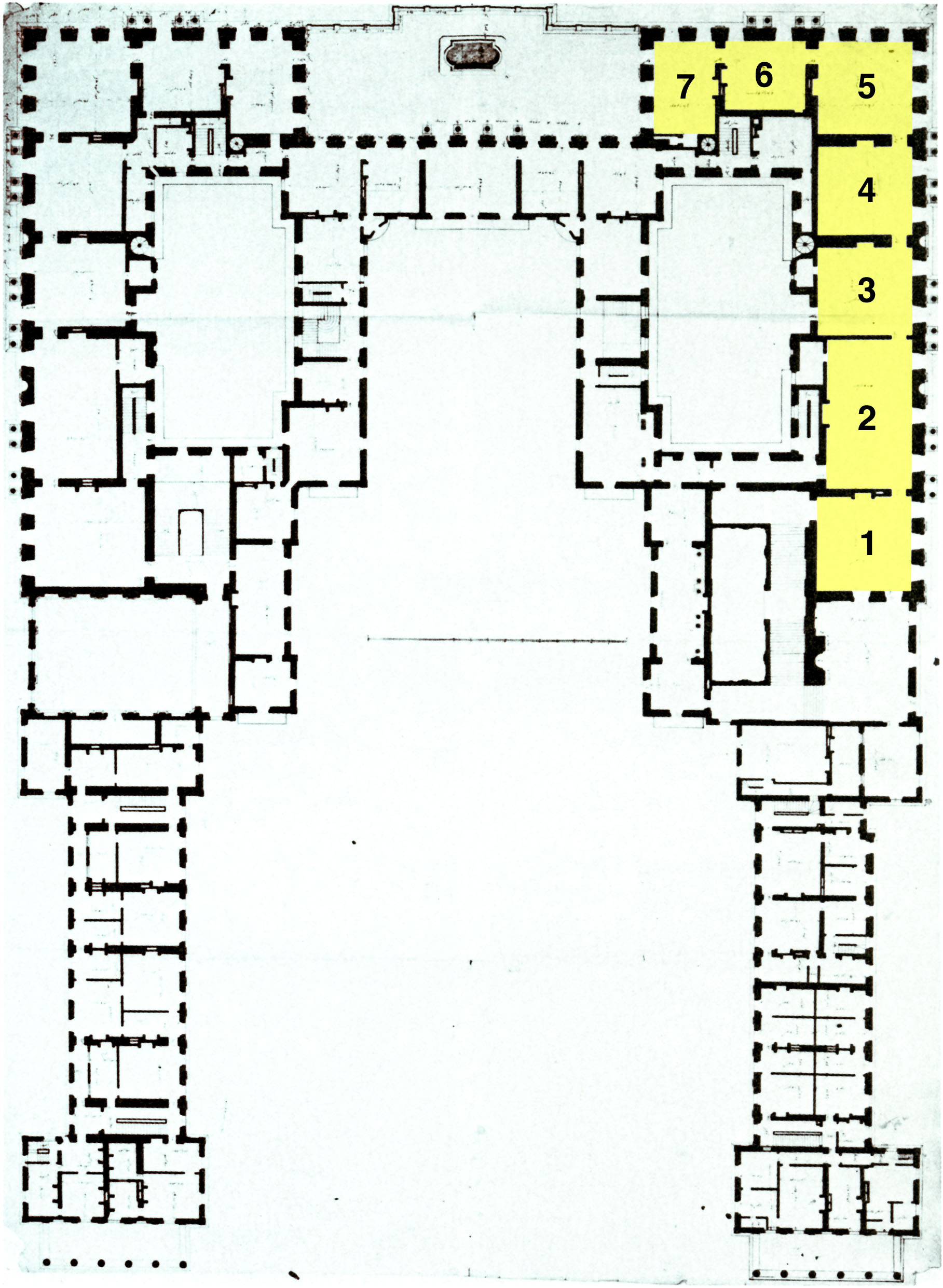
Locatie van Grand Appartement du Roi op de eerste verdieping van het Kasteel van Versailles

Het Grand Appartement du Roi, ook wel de Staatsievertrekken, is de verzamelnaam voor een serie vertrekken van de koning en de koningin in het Kasteel van Versailles.

## Locatie
Deze vertrekken bevinden zich alle op de eerste verdieping aan de noordzijde van het middengedeelte van het Kasteel en zijn onderdeel van de "Tweede Bouwcampagne" van Lodewijk XIV. De Staatsievertrekken worden aan de westkant geflankeerd door de Spiegelzaal en aan de oostkant door de Herculeszaal en bestaan uit de volgende zalen:
- het Salon van de Overvloed
- het Salon van Venus
- het Salon van Diana
- het Salon van Mars
- het Salon van Mercurius
- het Salon van Apollo

Aangezien de meeste van deze ruimtes de namen hebben gekregen van Romeinse goden worden ze ook weleens de "Planetenzalen" genoemd (onterecht, want Diana is geen planeet).